# إد باركر
إد باركر (بالإنجليزية: Ed Barker)‏ هو لاعب كرة قدم أمريكية أمريكي، ولد في 31 مايو 1931 في ديلون في الولايات المتحدة.

## وصلات خارجية
- إد باركر على موقع مرجع كرة القدم المحترفة.كوم (الإنجليزية)